# Campbell Melville Ives
Campbell Melville Ives (* 6. Juli 2006 in Dunedin) ist ein neuseeländischer Snowboarder. Er startet in den Disziplinen Halfpipe, Slopestyle und Big Air.

## Biographie
Melville Ives wurde in Dunedin geboren, wuchs aber in Wānaka auf, wo er bereits als Kleinkind mit Wintersport in Berührung kam. Im Alter von fünf Jahren wechselte er vom Skisport zum Snowboarden. Sein Zwillingsbruder Finley ist als Freestyle-Skier aktiv.
Sein internationales Wettkampfdebüt feierte Melville Ives am 28. August 2019 bei einem Wettkampf im Rahmen des Australia New Zealand Cups in Cardrona. Sein erstes internationales Großereignis bestritt er knapp zweieinhalb Jahre später bei den Juniorenweltmeisterschaften in Leysin, wo er die Silbermedaille im Slopestyle gewinnen konnte.
Am 16. Dezember 2022 gab Melville Ives in Copper Mountain sein Weltcupdebüt, wobei er als 35. in der Halfpipe die Weltcuppunkte knapp verpasste. Einen Monat später, am 21. Januar 2023 gewann er mit Rang 21 im Big Air am Kreischberg seine ersten Weltcuppunkte.
2024 nahm er an den Olympischen Jugend-Winterspielen in Gangwon teil. Im Big Air konnte er die Bronzemedaille gewinnen, in der Halfpipe und im Slopestyle verpasste er als Vierter jeweils eine Medaille nur um wenige Zehntelpunkte. 
Seine bisher beste Platzierung im Weltcup gelang ihm zu Beginn der Saison 2024/25, als er beim Weltcup in Cardrona den 4. Platz im Slopestyle belegte.

## Erfolge

### Weltmeisterschaften
- Engadin 2025: 5. Halfpipe

### Weltcup
- Eine Platzierung unter den besten 5

### Juniorenweltmeisterschaften
- Leysin 2022: 2. Slopestyle, 7. Halfpipe, 54. Big Air
- Cardrona 2023: 7. Big Air, 10. Slopestyle

### Australian New Zealand Cup
- 2 Podestplätze, davon ein Sieg

| Datum           | Ort      | Land       | Disziplin |
| --------------- | -------- | ---------- | --------- |
| 26. August 2024 | Cardrona | Neuseeland | Halfpipe  |

### Europacup
- 4 Podestplätze, davon 2 Siege

| Datum         | Ort           | Land    | Disziplin |
| ------------- | ------------- | ------- | --------- |
| 8. März 2024  | Piz Corvatsch | Schweiz | Halfpipe  |
| 18. März 2023 | Laax          | Schweiz | Halfpipe  |
| 8. April 2025 | Piz Corvatsch | Schweiz | Halfpipe  |

### Olympische Jugend-Winterspiele
- Gangwon 2024: 3. Big Air, 4. Slopestyle, 4. Halfpipe

### Weitere Erfolge
- 3 Siege bei FIS-Wettkämpfen